# Hujcze (gmina)
Hujcze – dawna gmina wiejska istniejąca w latach 1934–1939  w woj. lwowskim (dzisiejszy obwód lwowski). Siedzibą gminy było Hujcze (obecnie wieś na Ukrainie).
Gmina zbiorowa Hujcze została utworzona 1 sierpnia 1934 roku w powiecie rawskim w województwie lwowskim z dotychczasowych jednostkowych gmin wiejskich: Hołe Rawskie, Hujcze, Seńkowice, Wólka Mazowiecka i Zaborze. 
Pod okupacją niemiecką w Polsce obszar gminy Hujcze należał do gminy Rawa Ruska.
Po wojnie obszar gminy Hujcze znalazł się w ZSRR.